# Campyloneurus nigrithorax
Campyloneurus nigrithorax är en stekelart som beskrevs av Josef Fahringer 1931. Campyloneurus nigrithorax ingår i släktet Campyloneurus och familjen bracksteklar. Inga underarter finns listade.